# Jemp Ker

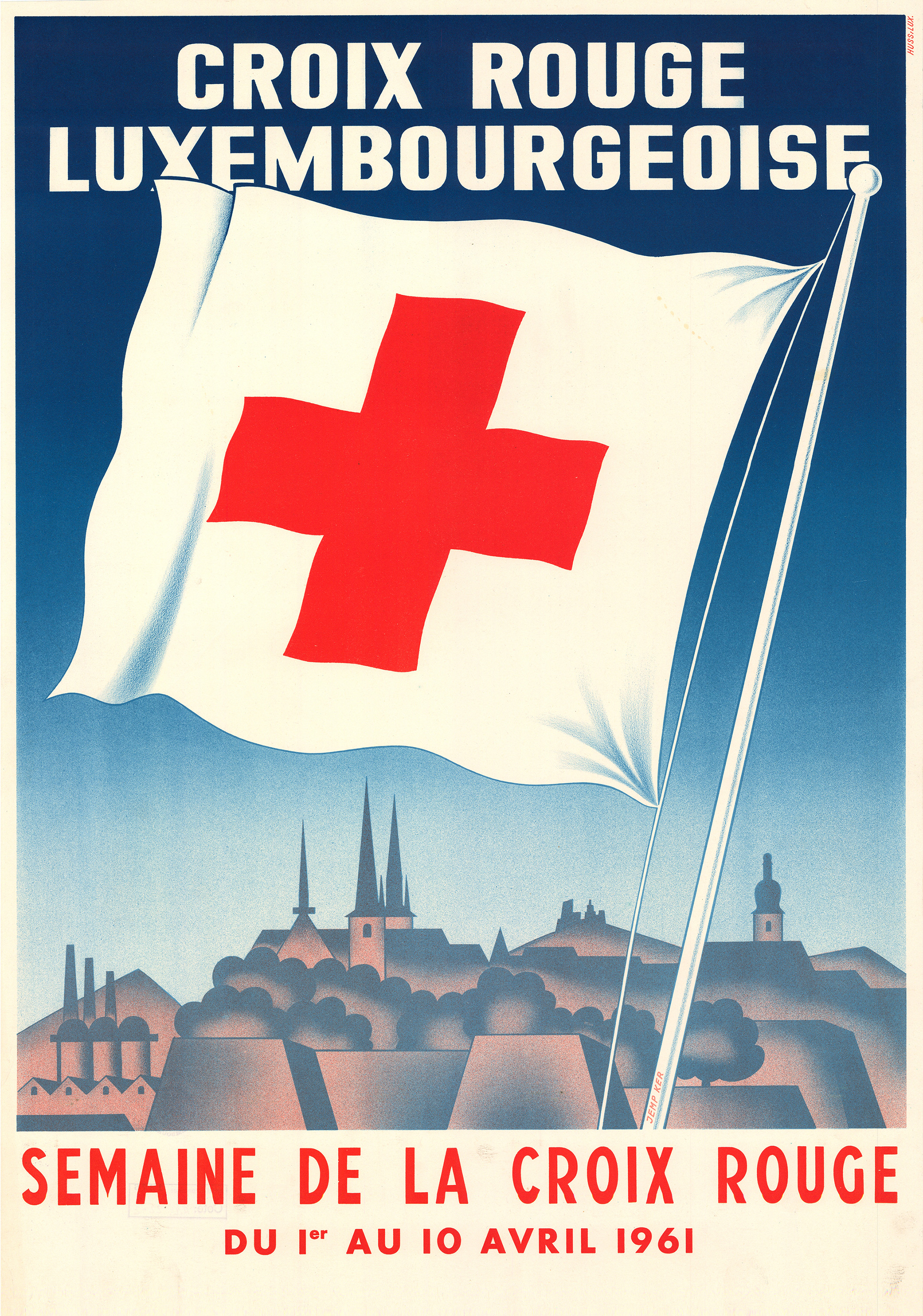
Poster voor het Luxemburgs Rode Kruis

Jean Pierre Marie Joseph Antoine Ker (Bonnevoie, 5 januari 1900 – Luxemburg-Stad, 19 juli 1951) was een Luxemburgs docent, graficus, illustrator en kunstschilder.

## Leven en werk
Jean-Pierre of Jemp Ker was een zoon van spoorwegbeambte Georges Ker en Marie-Anne Henin. Hij studeerde aan de Normaalschool in Luxemburg en in Berlijn. Vanaf 1923 was hij als docent verbonden aan het Institut des sourds-muets, het doveninstituut in Luxemburg-Stad. Hij trouwde het jaar erop met Marie Charlotte (Maya) Knaff. Tijdens de Tweede Wereldoorlog werd hij gedwongen op een dovenschool in Trier te werken. Ker was naast zijn werk als leraar meer dan dertig jaar betrokken bij scouting en de sport. In zijn jonge jaren was hij actief als atleet, bokser en waterpoloër, later werd hij lid van het Luxemburgs olympisch comité en de secretaris van de Conseil Supérieur de l’Education Physique. 
Als kunstenaar was Ker autodidact. Hij schilderde in aquarel en olieverf en maakte illustraties voor onder meer (kinder)boeken, tijdschriften en kalenders. Hij werd in 1933 lid van de Cercle Artistique de Luxembourg en was van 1947 tot aan zijn overlijden penningmeester van de kunstenaarsvereniging. In 1947 verscheen Châteaux du Luxembourg, met twaalf prenten. waarvan vijf door Ker en zeven door Jean-Pierre Gleis waren gemaakt. Zij lieten daarbij elk hun eigen stijl zien, de kunstcriticus van het Escher Tageblatt zei daarover "Sie enthält von Jempy Ker fünf markige, herbe, schwarz-weiß Zeichnungen der Burgruinen von Brandenburg, Fels, Burglinster, Esch-Sauer und Hesperingen. Jede ein Kleinod, in bekannter subjektiver Meisterschaft vom Künstler aufgenommen und dargestellt. Jean-Pierre Gleis sieht objektiver und präsentiert seine Bilder mit allen Details und in feinster, eleganter Klarheit. Mit großer Treue für die photographisch-exakte Realität legt er uns die Bilder der Burgruinen von Ansemburg, Befort, Useldingen. Schieburg, Burscheid, Clerf und Vianden vor. Beide Zeichenmethoden sind gleich interessant und beachtenswert."
Jemp Ker overleed op 51-jarige leeftijd, hij werd begraven op de Cimetière Notre-Dame. Postuum werd hem de gouden medaille in de Orde van Sportieve Verdienste toegekend.

## Enkele werken
- 1935 titelblad voor Klôr Stonnen, een liederenbundel voor gezang en piano van A. Foos.
- 1945 titelblad voor Schreckesténer Visio’nen : D´Liewen an der Déportatio’n van Jean Proess. Luxemburg: Imprimerie P. Linden.
- 1945 illustraties voor Madame Molitor & Cie, een boek van 	Ry Boissaux. Luxemburg: Éditions de l'imprimerie Saint Paul.
- 1946 diploma voor Winston Churchill, ter herinnering aan diens benoeming tot ereburger van Luxemburg-Stad.
- 1946 illustraties voor de gedichtenbundel Am Bambösch a soss am Land van dr. Ernest Feltgen. Luxemburg: Imprimerie P. Linden.
- 1946 illustraties voor Heeméchtsstêren : Séercher a Geschichten fir ons Kanner" van Jempi Braun. Luxemburg: Joseph Befort.
- 1947 titelbladen voor toeristische gidsen van het Office Luxembourgeois de Tourisme, met tekst van Marcel Noppeney.
- 1947 gravures voor Châteaux du Luxembourg. Edition de l'Art de l'école. Luxemburg: Imprimerie P. Linden.
- 1948 ontwerp affiche voor de Loterie nationale van het Œuvre Nationale de Secours Grande-Duchesse Charlotte (au profit de l'oeuvre nationale de secours Grande-Duchesse Charlotte 2me tranche 1948, tirage le 12 février). Luxemburg: Ed. Huss & Cie.
- 1949 illustraties voor Allerhand Reimercher, Sprechelcher, Gedichter, Lidder a Gebieder fir ons Kleng van P. Schneider. Schneider was spraakleraar aan het doveninstituut.

## Galerij

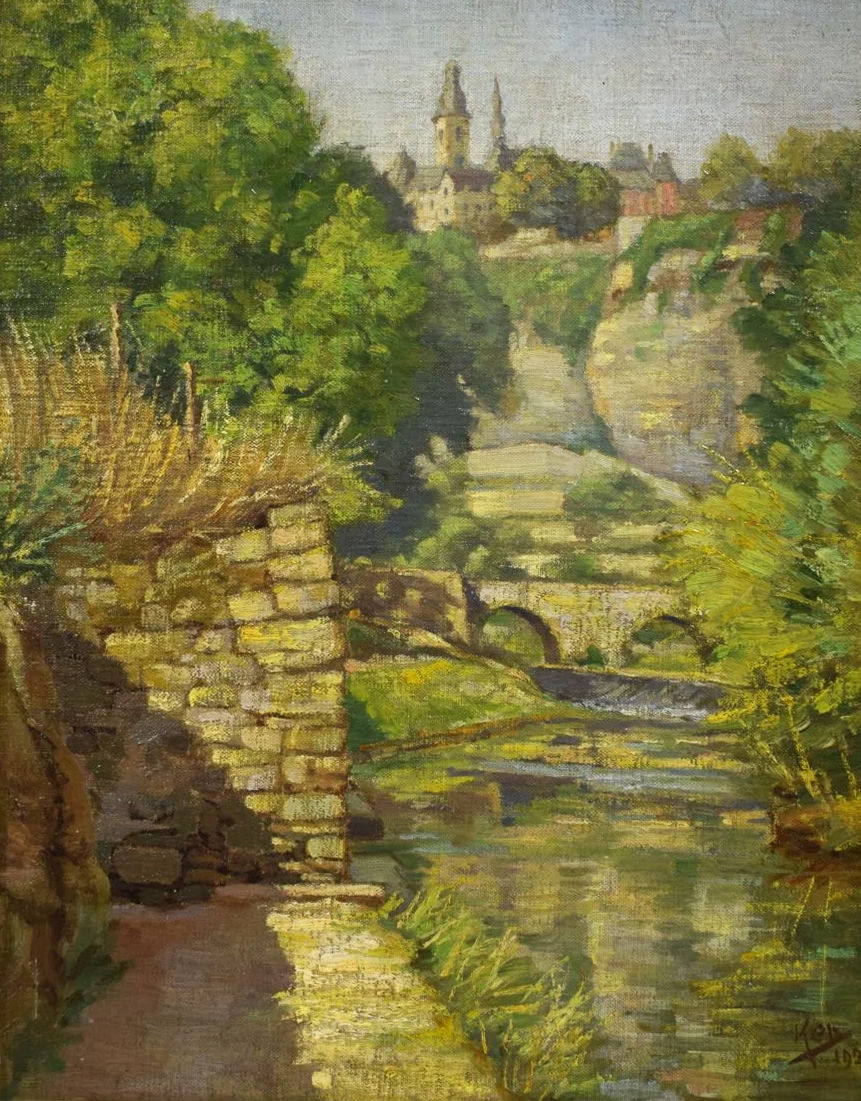
De kliffen van Grund (1933)
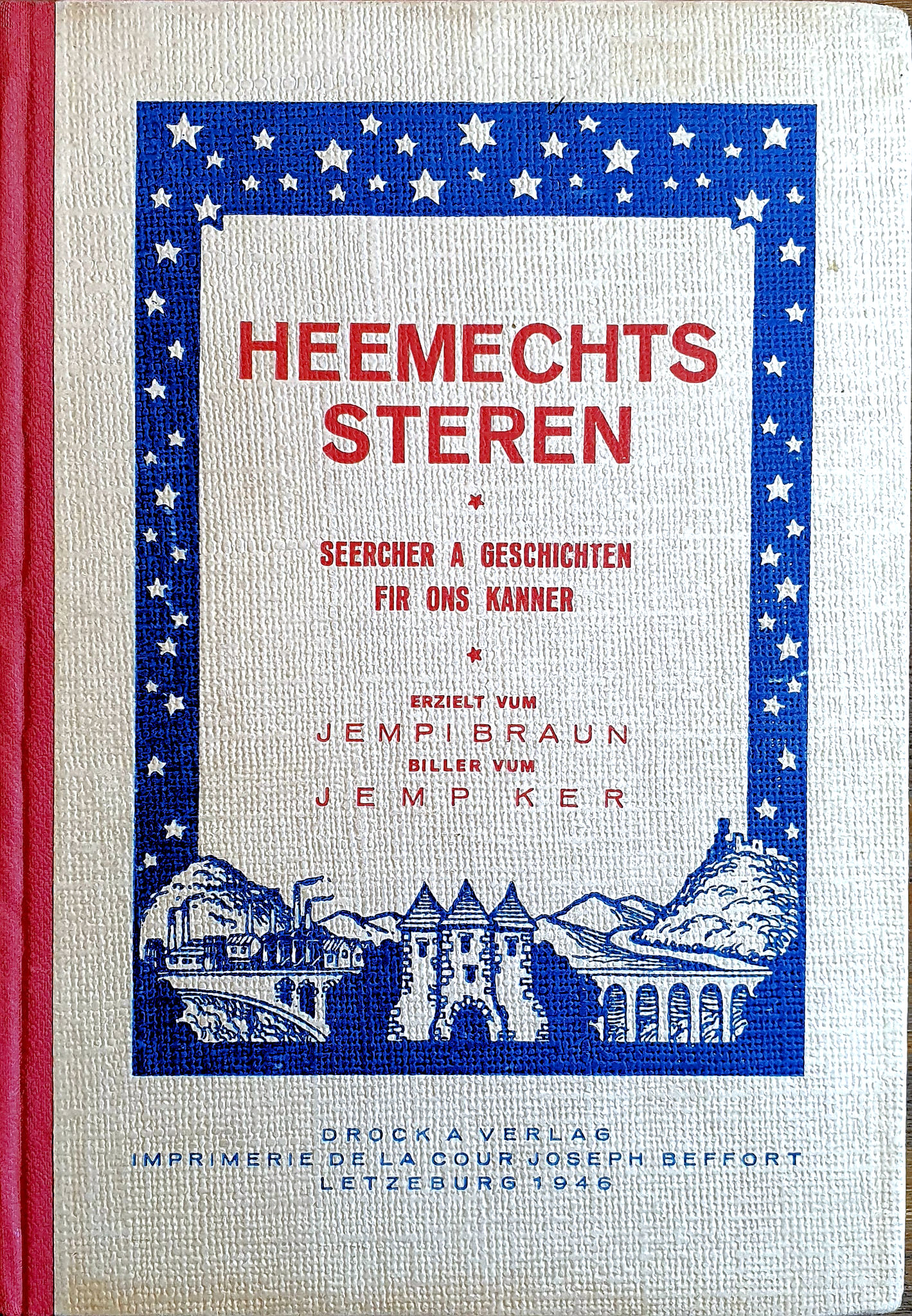
Boekomslag Heeméchtsstêren (1946)
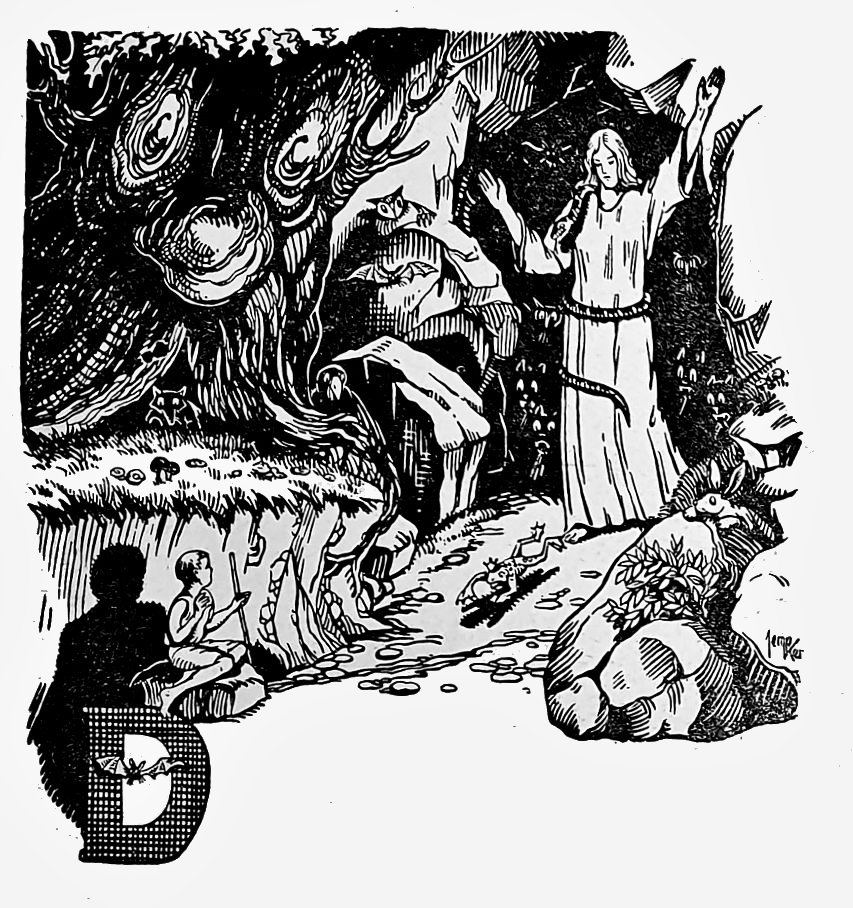
"Beim Kraiderliss", illustratie uit Heeméchtsstêren (1946)
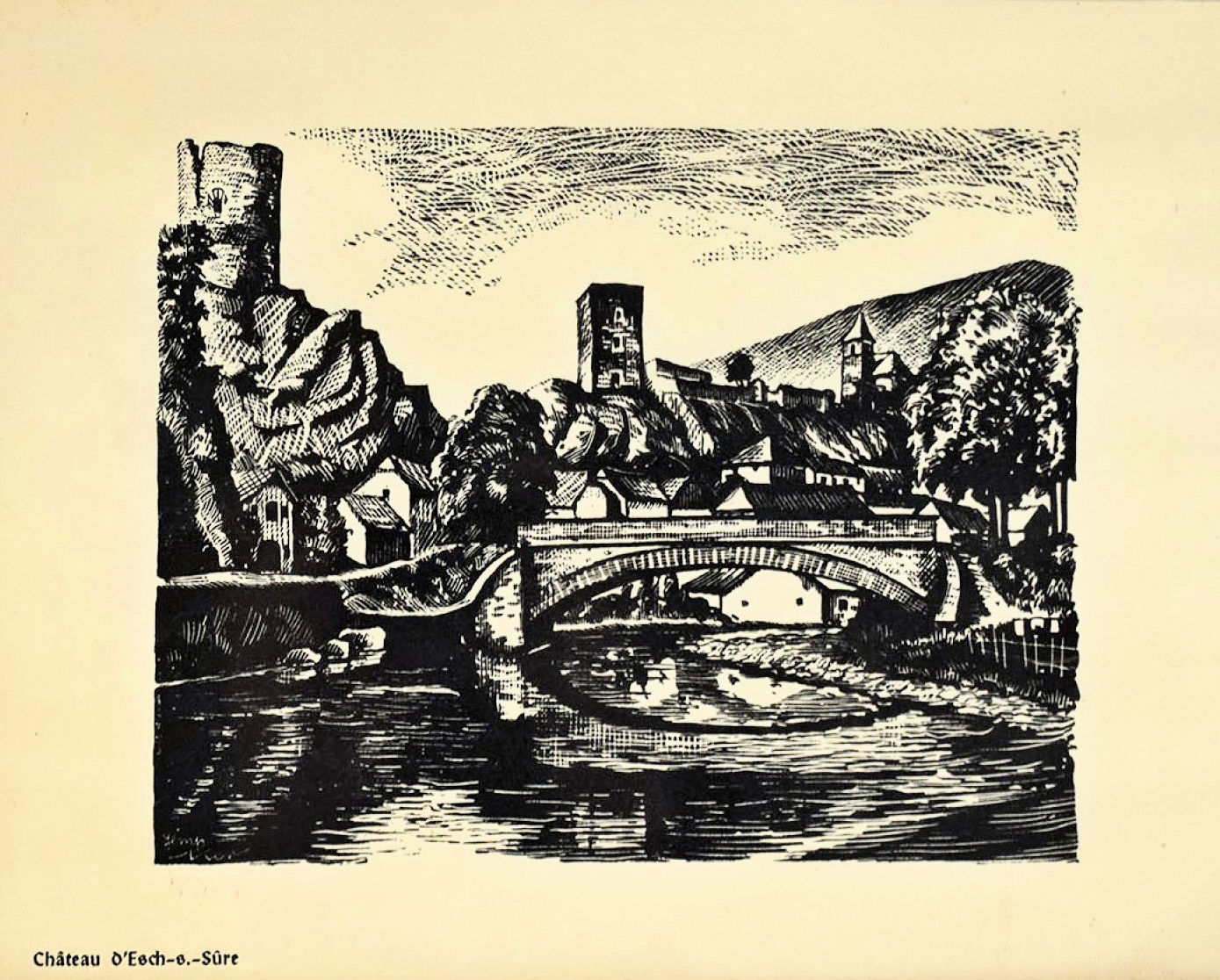
Kasteel Esch-sur-Sûre (1947)
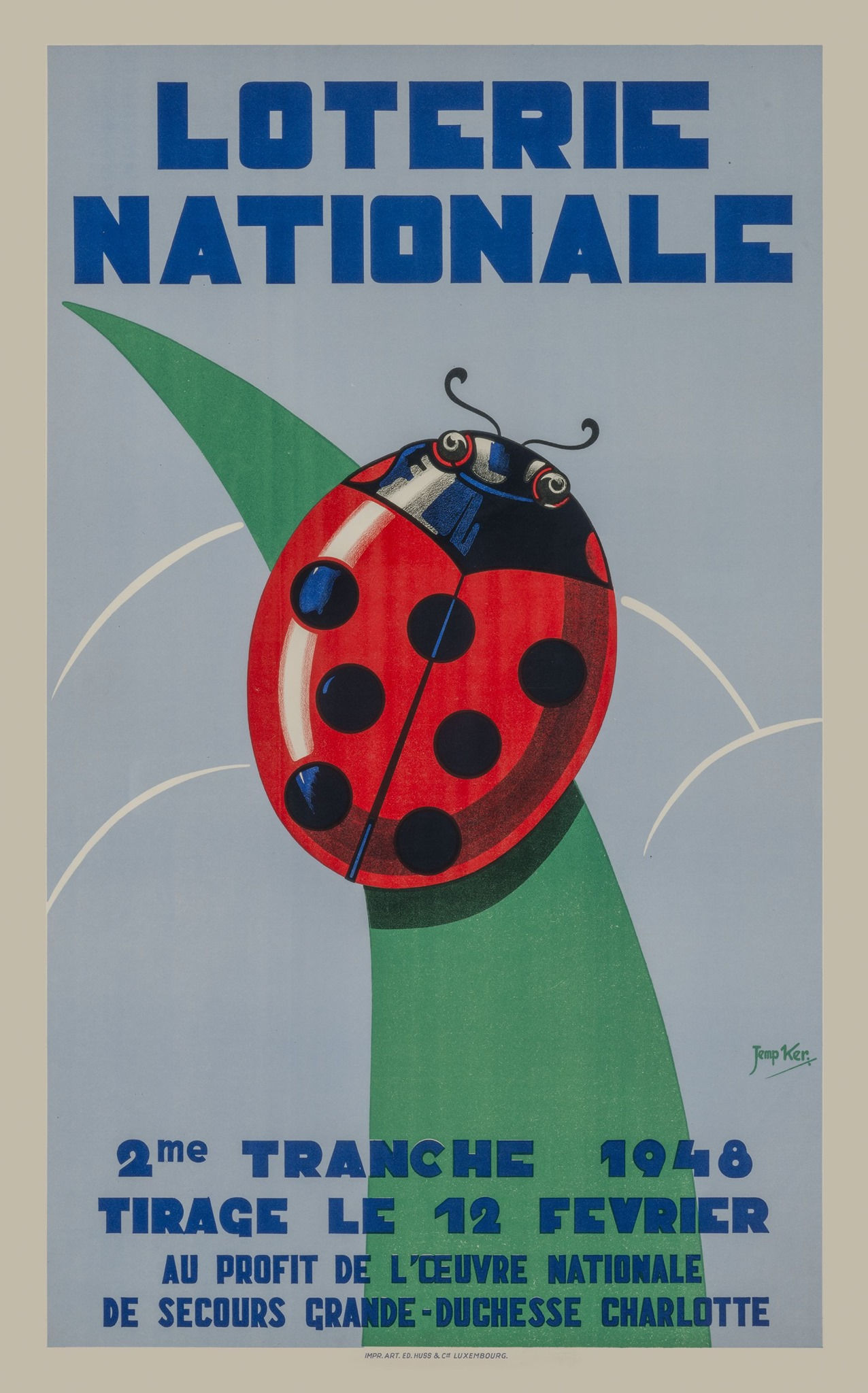
Poster voor de Nationale Loterij (1948)

## Onderscheidingen
- 1951 Médaille du Mérite Sportif à titre posthume

- Musée national d'archéologie, d'histoire et d'art: lkl000133